# FK 크루오야 파크루오이스
FK 크루오야 파크루오이스(FK Kruoja Pakruojis)는 파크루오이스를 연고로 하던 리투아니아의 축구 클럽이다. 2001년에 창단되었으며 2009년에는 A리가로 승격되었다. 2016년에 해체되었다.